# 中野英樹
中野 英樹（なかの ひでき、1968年2月15日 - ）は、日本の俳優。神奈川県出身。WOODY所属。

## 人物
身長171cm。体重68kg。かつては少年チャンタ、南河内万歳一座、グリング、イイジマルーム、コムレイドに所属していた。
大阪芸術大学ミュージカル専攻卒。

## 出演

### 映画
- GTO（1999年）
- 実録・北海道やくざ戦争 逆縁（2001年） - 愚連隊 役 役
- UDON（2006年） - 中西
- 遠くの空に消えた（2007年）
- 歓喜の歌（2008年）
- 容疑者Xの献身（2008年）
- 踊る大捜査線 THE MOVIE3 ヤツらを解放せよ!（2010年）
- マイ・バック・ページ（2011年） - 津川 役
- 黄金を抱いて翔べ（2012年）
- 真夏の方程式（2013年）
- 少年H（2013年）
- 四十九日のレシピ（2013年） ‐ 熱田良平（若い頃） 役
- バンクーバーの朝日（2014年）
- 貞子vs伽椰子（2016年6月18日、KADOKAWA） - 松井忠則 役
- シン・ゴジラ（2016年7月29日）[3]
- 騙し絵の牙（2021年3月26日、松竹） - 東松龍司の部下 役
- 罪と悪（2024年2月2日）[4]

### テレビドラマ
NHK
- 大河ドラマ
  - 天地人（2009年）
  - 真田丸（2016年）
  - 青天を衝け（2021年）
  - べらぼう（2025年） - 名見崎徳治
- 中学生日記（2009年）
- 時々迷々（2009年）
- 連続テレビ小説
  - ゲゲゲの女房（2010年） - 高畑
  - とと姉ちゃん（2016年）
  - ひよっこ（2017年）
  - エール（2020年） - 西條八十
- 中学生日記（2011年）
- 時々迷々（2011年）
- 生むと生まれるそれからのこと（2011年）
- さんすう刑事ゼロ（2012年）
- ドロクター〜ある日、ボクは村でたった一人の医者になった〜（2012年）
- 実験刑事トトリ（2012年）
- つなみ〜子どもたちのことば〜（2013年）
- 狸な家族（2013年）
- 走れ、三輪トラック（2015年）
- 紅雲町珈琲屋こよみ（2015年）
- 風の市兵衛（2018年） ‐ 春五郎
- 56年目の失恋（2020年7月11日、BSプレミアム） ‐ 翡翠亭の客

TBS
- 月曜ゴールデン
  - 「湯けむりバスツアー 桜庭さやかの事件簿 3」（2011年） - 平岡巡査
  - 「伝説の監察医 オニグマの事件簿 2」（2015年）
- JIN-仁- 完結編（2011年） - 徳川武士
- スープカレー（2012年） - 藤原
- 空飛ぶ広報室（2013年）
- 月曜ミステリー劇場
  - 「税務調査官・窓際太郎の事件簿 27」（2014年） - 木村紀夫

フジテレビ
- SP 警視庁警備部警護課第四係（2007年）
- 絶対零度 〜未解決事件特命捜査〜（2010年） - 朝倉聡
- さくら心中（2011年） - 銀一（準レギュラー）
- レッスンズ（2011年）
- 101年目のタカラヅカ 〜美しく進化する女たち〜（2015年）
- 日本一の最低男 ※私の家族はニセモノだった 最終話（2025年3月20日） - 大江戸区議会議員 役
- 金曜プレミアム
  - 「新・奇跡の動物園 旭山動物園物語2015〜命のバトン〜」（2015年）
  - 「潔癖クンの殺人ファイル 2」（2015年） - 稲村

テレビ朝日
- HTBスペシャルドラマ「ミエルヒ」（2009年、北海道テレビ制作） - 岡村秀夫
- 臨場 続章（2010年） - 梅田刑事
- 秘密（2010年）
- 相棒9 第8話  「ボーダーライン」（2010年12月15日） - 柴田裕史（貴史の兄）
- 灰色の虹（2012年）
- Doctor-X 外科医・大門未知子（2012年） - レギュラー
- 土曜ワイド劇場
  - 「新・棟居刑事シリーズ 8」（2015年）

テレビ東京
- モーニング娘。の愛物語（2000年）
- 水曜ミステリー9
  - 「刑事吉永誠一 涙の事件簿 1」（2004年）
  - 「多摩南署たたき上げ刑事・近松丙吉 9」（2012年）
  - 「特命おばさん検事! 花村絢乃の事件ファイル 2」（2014年）
  - 「事故調」（2015年）

WOWOW
- ドラマW
  - パンドラIII 革命前夜（2011年）
  - 贖罪（2011年）
  - ヒトヤノトゲ〜獄の棘〜（2017年） - 森本譲治

時代劇専門チャンネル
- 時代劇法廷（2012年） - 近藤勇

### ウェブドラマ
- THE DAYS（2023年6月1日、Netflix） - 霜田
- 地面師たち（2024年7月25日 - 、Netflix） - 捜査員 役[5]

### 舞台
- ピーター・パン（2002年）
- ゲキ×シネ 髑髏城の七人〜アオドクロ（2004年） - いじられ張太
- カルフォニア（2005年）
- 北極星から十七つ先（2005年）
- 海賊（2005年）
- 散歩する侵略者（2006年）
- 虹（2006年）
- ヒトガタ（2007年）
- FABRICA[12.0.1]-BABY BLUE -（2007年）
- Get Back!（2007年）
- ウラノス（2008年）
- ピース-短編集のような…（2008年）
- 吸血鬼（2009年）
- jam（2009年）
- 真夜中のパーティー（2010年）
- 12〜12人の怒れる男より（2011年）
- 紅夢漂流譚（2011年）
- 泳ぐ機関車（2012年）
- 十九歳のジェイコブ（2014年）

### CM
- 旭化成ヘーベルハウス
- 雪印メグミルク

### ラジオ
- FMシアター
  - 海電
  - 線路は曲がるよぼこまでも
- 青春アドベンチャー 放課後はミステリーとともに（2011年）